# Bastia d'Albenga
Bastia d'Albenga is een plaats (frazione) in de Italiaanse gemeente Albenga.